# Danskøya
Danskøya (en español, isla del Danés) es una pequeña isla deshabitada del archipiélago noruego de las islas Svalbard, en el océano Ártico. Administrativamente, pertenece a Svalbard, un territorio dependiente de Noruega.

## Geografía
La isla está frente a la costa noroccidental de Spitsbergen, la mayor de las islas del archipiélago, cerca del fiordo Magdalena. Justo al norte de ella está la pequeña isla de Amsterdamøya.
La isla tiene solamente 40,6 km².

## Historia

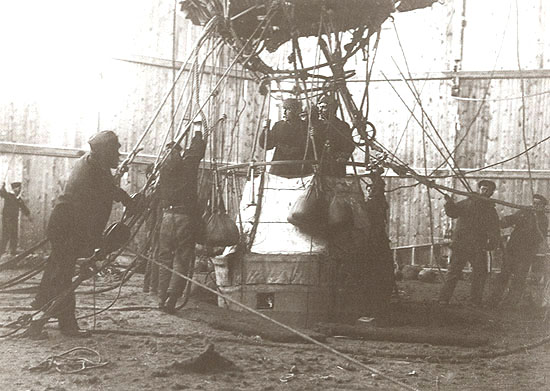
Aerostado de S. A. Andrée antes de partir, 11 de julio de 1897.

La isla es el lugar del que partió la expedición ártica de Andrée en 1897. El globo de hidrógeno de S. A. Andrée cayó sobre la banquisa tres días después de salir de Danskøya y tras caminar por cerca de tres meses, los exploradores finalmente perecieron en Kvitøya, también en Svalbard.

## Referencias

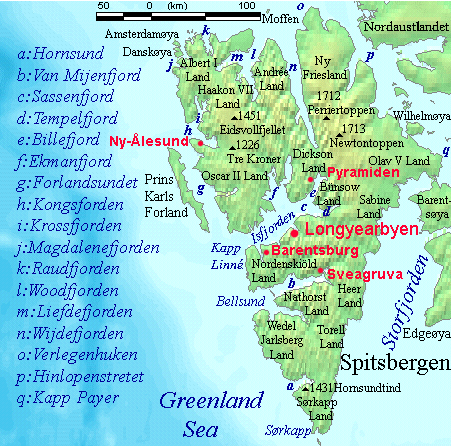
La isla Danskøya está en el extremo noroeste de la isla Spitsbergen.